# Salvatore Quasimodo
Salvatore Quasimodo (Modica, 20 d'agost de 1901 - Amalfi, 14 de juny de 1968) fou un poeta i periodista italià guardonat amb el Premi Nobel de Literatura l'any 1959"per la seva poesia lírica, que amb el foc clàssic expressa la tràgica experiència de la vida en els nostres temps". Va ser un exponent del moviment literari hermètic. Va ser membre de la maçoneria.

## Biografia
Va néixer el 20 d'agost del 1901 a la ciutat de Modica, situada a l'illa de Sicília. El seu pare, ferroviari de professió, va ser destinat a Messina el 1908, poc després del terratrèmol que va assolar aquesta ciutat el desembre del mateix any, per la qual cosa tota la família s'hi va traslladar. És en aquesta ciutat on va escriure els primers versos, amb només setze anys, en una petita revista literària que editava al costat d'uns amics a l'institut tècnic on estudiava.
El 1919, la família es trasllada a Roma, on es matricula en la carrera d'enginyeria a la Universitat Politècnica de Roma, però les dificultats econòmiques l'obliguen a fer diverses feines per poder-se pagar els estudis universitaris, que, finalment, no arribarà a acabar. El 1926, es trasllada a Reggio de Calàbria després d'haver-hi aconseguit una plaça de funcionari aparellador. A partir del 1934 viu a Milà, on freqüenta els cercles literaris, i l'any 1938 esdevé redactor de la revista Il Tempo, en la qual, a part d'encarregar-se de la crítica teatral, se significa com a opositor al feixisme.
Arran de la concessió del Premi Nobel de Literatura assolí una gran fama i viatjà per tot Europa donant conferències i lectures de poemes. A mitjan novembre de 1961 fou a Barcelona, on parlà a l'Institut Italià de Cultura i a la Casa del Llibre, on es presentà el volum publicat per Editorial Selecta que recollia part dels seus poemes traduïts al català.
Durant els últims anys de la seva vida, va desplegar una activa tasca periodística i va publicar nombrosos articles d'opinió en què criticava àcidament el consumisme de la societat moderna. Mor a la ciutat d'Amalfi, a prop de Nàpols, el 14 de juny del 1968, a causa d'una hemorràgia cerebral, i és enterrat al Cementiri Monumental de Milà.

## Obra poètica
La seva primera publicació poètica fou l'any 1930 a la revista Solaria, en què apareix una col·lecció de poemes seus amb el títol Acque e terre (Aigües i terres). Dos anys després, publica Oboe sommerso (Oboè submergit), obra que desperta un gran interès entre els crítics literaris.
El 1940, publica Lirici greci, obra en la qual reuneix les seves traduccions dels clàssics i que representarà una etapa important en la seva producció literària, en la qual mostra el seu interès en l'acostament entre la poesia clàssica i la contemporània. El 1942, publica Ed è subito sera (I de cop i volta la nit), obra amb què arribà a obtenir un gran èxit i en la qual apareix recollida una antologia de la seva producció poètica fins a aquesta data. En aquestes obres, la seva poesia adquireix una forma concisa, gairebé minimalista, juntament amb un contingut fortament simbòlic. Aquest estil hermètic és compartit per altres poetes italians de la seva època, com Giuseppe Ungaretti, Alfonso Gatto i Mario Luzi, tots ells fortament influenciats pels poetes francesos Paul Valéry i Stéphane Mallarmé, i amb els quals acabaria conformant el que ha estat denominat escola hermètica italiana.
A partir de la fi de la Segona Guerra Mundial, introdueix en els temes de la seva poesia continguts més socials, relacionats amb la situació política del seu país. Entre 1949 i 1958, intensifica la seva producció com a traductor i publica diverses traduccions del llatí (Càtul), del grec (l'Evangeli segons Joan i Sòfocles) i de l'anglès (La tempestat de William Shakespeare). Una vegada acabada la guerra, en desaparèixer la censura, els temes de la poesia de Quasimodo es bolquen en la problemàtica social i utilitza hàbilment l'analogia entre les esclavituds humanes actuals i els mites grecs. Abandona llavors l'hermetisme i desenvolupa una poesia més clara i vital.
L'any 1953, compartí amb Dylan Thomas el Premi Etna-Taormina de poesia i l'any 1959 li fou concedit el Premi Nobel de Literatura per la seva poesia lírica, que amb el foc clàssic expressa l'experiència tràgica de la vida en la nostra pròpia època.

### Obra publicada
- 1930: Acque e terre
- 1932: Oboe sommerso
- 1938: Erato e Apòllìon
- 1938: Poesie
- 1940: Lirici Greci
- 1942: Ed è subito sera
- 1946: Con il piede straniero sopra il cuore
- 1947: Giorno dopo giorno
- 1949: La vita non è sogno
- 1954: Il falso e vero verde
- 1957: Il fiore delle Georgiche
- 1958: La terra impareggiabile
- 1960: Il poeta e il politico e altri saggi
- 1966: Dare e avere

En català, se n'han publicat:
- Obra poètica. Barcelona: Selecta, 1961, selecció de poemes amb traducció de Josep Maria Bordas
- El poeta, el polític i altres assaigs. Barcelona: Llibres de Sinera, 1968, versió de Loreto Busquets
- Diversos poemes traduïts per Josep M. Bordas i Feliu Formosa a Homenatge al poeta: 1901-1968. Tarrassa: Sis per Set, 1969
- Diverses versions de Marià Manent a Cinc poetes italians: Saba, Cardarelli, Ungaretti, Montale, Quasimodo. Barcelona: Empúries, [1984].
- Deure i haver. València: Alfons el Magnànim, Institució Valenciana d'Estudis i Investigació, 1992; traducció de Josep Ballester
- El fals i el vertader verd. Alzira: Bromera, 1993; traducció de Josep Ballester
- Dia rere dia. Vic: Eumo; Barcelona: Cafè Central, 2005; traducció i pròleg de Ponç Pons.